# Mammad Hassan Hadjinski
Pour les articles homonymes, voir Hadjinski.
 (juin 2018).
Si vous disposez d'ouvrages ou d'articles de référence ou si vous connaissez des sites web de qualité traitant du thème abordé ici, merci de compléter l'article en donnant les références utiles à sa vérifiabilité et en les liant à la section « Notes et références ».
Mammad Hassan Jafargoulou oglou Hadjinski (en azéri : Məmməd Həsən Cəfərqulu oğlu Hacınski), né le 3 mars 1875 à Bakou et mort le 9 février 1931 à Tbilissi, est un architecte et homme d'État azerbaïdjanais.
Il est également ministre des Affaires étrangères de la république démocratique d'Azerbaïdjan (RDA) et dernier Premier ministre de celle-ci.

## Biographie
Mammad Hadjinski est diplômé de l'« école réelle » de Bakou puis de l'école technique de Saint-Pétersbourg en 1902 avec un diplôme d'ingénieur. Il travaille à la construction d'une raffinerie de pétrole russe par l'homme d'affaires azerbaïdjanais Chamsi Assadoullayev avant de revenir en Azerbaïdjan où il est nommé directeur du département de la construction de la municipalité de Bakou. Pendant la période où il occupe ce poste, il apporte une contribution significative aux améliorations architecturales de la ville. Sous sa direction, l'aménagement du boulevard maritime de Bakou prend un nouvel essor en 1910, quand, sur son insistance, le conseil municipal alloue une somme 60 000 roubles à cet effet. Un des architectes notables employés par Hadjinski est Adolph Eichler, l'architecte allemand qui a conçu l'église luthérienne allemande de Bakou,.
Ayant secrètement rejoint le parti Müsavat en 1911, Hadjinski commence ses activités politiques ouvertement après la Révolution russe de 1917. Il participe également activement à la création et aux opérations du journal Hummet. Le 22 mars 1917, le comité exécutif intérimaire du Conseil musulman est établi et Hadjinski est nommé président. Il participe au sommet de Bakou des musulmans du Caucase et plus tard à au sommet des musulmans russes en mai de la même année. Il est ensuite élu député de l'Azerbaïdjan au parlement russe. Le 15 novembre 1917, il est nommé commissaire adjoint à l'industrie et au commerce du Commissariat de Transcaucasie et à partir du 22 avril 1918, il est ministre de l'Industrie et du Commerce de la république démocratique fédérative de Transcaucasie.
Le 28 mai 1918, lorsque la République démocratique d'Azerbaïdjan (RDA) est proclamée, Hadjinski est nommé ministre des Affaires étrangères au sein du nouveau cabinet d'Azerbaïdjan créé par le Premier ministre Fatali Khan Khoyski et occupe ce poste jusqu'au 6 octobre, avant d'être ministre des Finances jusqu'en décembre. Il revient au gouvernement en décembre 1919 comme ministres des Affaires intérieures et occupe ce poste jusqu'au 15 février 1920. En tant que ministre des Affaires étrangères, Hadjinski et Mémméd Émin Résulzadé signent un accord avec le gouvernement ottoman le 4 juin 1918 portant sur la fourniture d'une assistance militaire à l'Azerbaïdjan. Le 1er avril 1920, Hadjinski est chargé de former le nouveau cabinet de la RDA,.
Pendant la domination soviétique, Hadjinski travaille au Conseil agricole d'Azerbaïdjan. À partir de 1923, il est vice-président du comité de planification d'État transcaucasien. Il est ensuite arrêté sur ordre de Lavrenti Beria, alors premier secrétaire de la région de Trancaucasian. Après avoir été torturé, Hadjinski meurt le 9 février 1931 dans une prison de Tbilissi,.